# مرتضی بن وناس
مرتضی بن وناس (عربی: مرتضى بن وناس؛ زادهٔ ۲ ژوئیهٔ ۱۹۹۴) بازیکن فوتبال اهل تونس است.
از باشگاه‌هایی که در آن بازی کرده‌است می‌توان به ستاره ساحلی، بنزرتی و قاسم‌پاشا اشاره کرد.
وی همچنین در تیم ملی فوتبال تونس بازی کرده‌است.